# Àguila de Prometeu
L'Àguila de Prometeu o també l'àguila del Caucas, o Etó (en grec, Αἴθων, ωνος Aíthōn, ōnos; en llatí, Æthōn, ōnis), va ser, segons la mitologia grega, una àguila gegant filla de Tifó i d'Equidna.
Com a càstig per robar el foc de l'Olimp, Zeus va encadenar Prometeu a una columna de les muntanyes del Caucas. L'àguila se li menjava el fetge durant el dia, i li tornava a créixer durant la nit. Algunes fonts diuen que el cicle va durar trenta mil anys. Hèracles va matar aquesta àguila i va alliberar Prometeu.